# Salon de l'automobile de Tokyo 2019
La 46e édition du Tokyo Motor Show (東京モーターショー) a lieu du 24 octobre au 4 novembre 2019, au centre de convention Tokyo Big Sight de Tokyo.

## Présentation
Cette édition, dont le slogan est « Open Future », est marquée par les nombreuses absences des constructeurs automobiles européens tels que Audi, BMW, Mini, le Groupe Volkswagen ou encore le Groupe FCA (Fiat Chrysler).

### Nouveautés
- Alpina B3
- Daihatsu Copen GR Sports
- Mazda MX-30
- Honda Jazz IV
- Renault Lutecia
- Subaru Levorg II
- Toyota Yaris IV

### Restylages
- Impreza V phase 2

### Concept cars
- Daihatsu IcoIco[2]
- Daihatsu TsumuTsumu
- Daihatsu WaiWai
- Daihatsu WakuWaku
- Lexus LF-30 Electrified[3]
- Mitsubishi Mi-Tech Concept[4]
- Mitsubishi Super Height K-Wagon Concept[5]
- Nissan Ariya concept[6]
- Nissan IMk concept
- Subaru BRZ II concept
- Suzuki Every Go
- Suzuki Hanare
- Suzuki Hustler
- Suzuki Waku Spo
- Toyota e-4me[7]
- Toyota e-Racer Concept[8]
- Toyota BEV
- Toyota LQ concept
- Toyota Mirai concept
- Toyota PMCV concept